# Wasschip

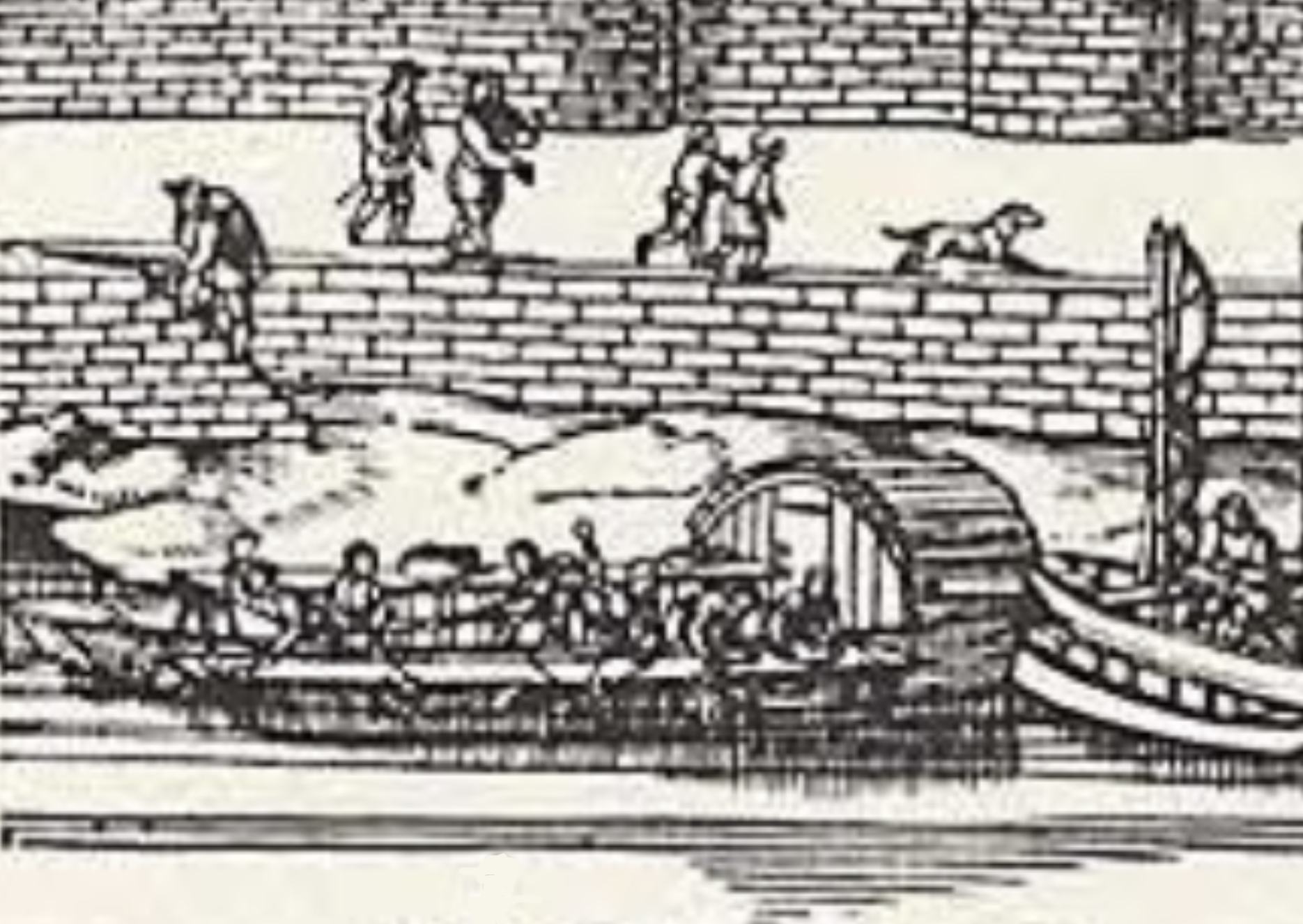
Wasschip te Keulen, 1531

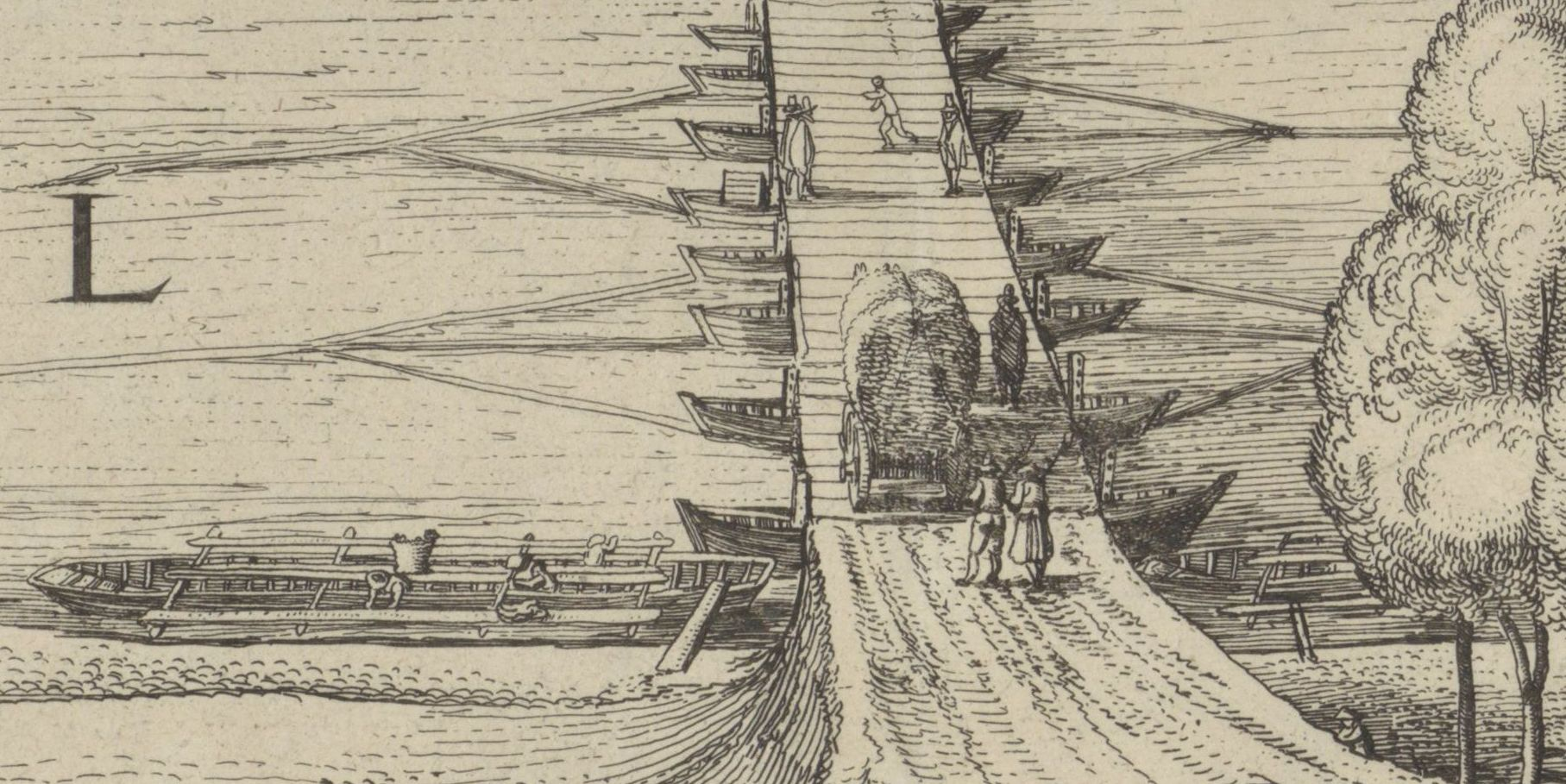
Wasschip bij de schipbrug van Deventer, 1615

Wasschip in de Rijn bij Mainz, 1933

Een wasschip is een schip waarop mensen de was, met de hand, konden doen. Deze schepen lagen meestal in een stad in de rivier. De stad voorzag in voldoende gebruikers en de rivier in stromend water. Het wasschip was een speciale vorm van openbare wasplaats. Buiten de scheepswand zijn horizontale planken aangebracht als wasbord. De vrouwen buigen voorover aan de rand van het schip en schrobben en spoelen buitenboord. Wasschepen zijn bekend uit Frankrijk, Duitsland en Nederland.
In de steden was tot circa 1900 geen waterleiding, waardoor mensen buitenshuis de was deden. Voor het doen van de was had men veel schoon water nodig, dus waste men in een rivier, of ander stromend water. Wasschepen dateren al van vóór 1531, want in 1531 worden wasschepen door Anton Woensam aan de stadsoever van Keulen afgebeeld.
In 1623 wordt een wasschip genoemd in Parijs. In 1852 lagen er 64 wasschepen in de Seine. In Würzburg was na 1945 door de oorlogsverwoesting het wasschip de enige mogelijkheid om de was te doen. De wasschepen bleven daar in bedrijf tot 1964. Eén wasschip bleef voor demonstratiedoelen nog liggen tot 2002.
In Deventer lag tegenover de stad naast de schipbrug tot in de jaren 1920 een wasschip in de rivier de IJssel. Dit werd naar een van de uitbaters het 'wasschip van Brinkgreven' genoemd.
Op de aanpalende oever was eeuwenlang een textielblekerij gevestigd. Het Deventer wasschip staat al weergegeven op een stadsgezicht van Deventer uit 1615, dat in het bezit is van het Rijksmuseum en wordt toegeschreven aan het atelier van Claes Jansz. Visser.  